# Territórios especiais da União Europeia

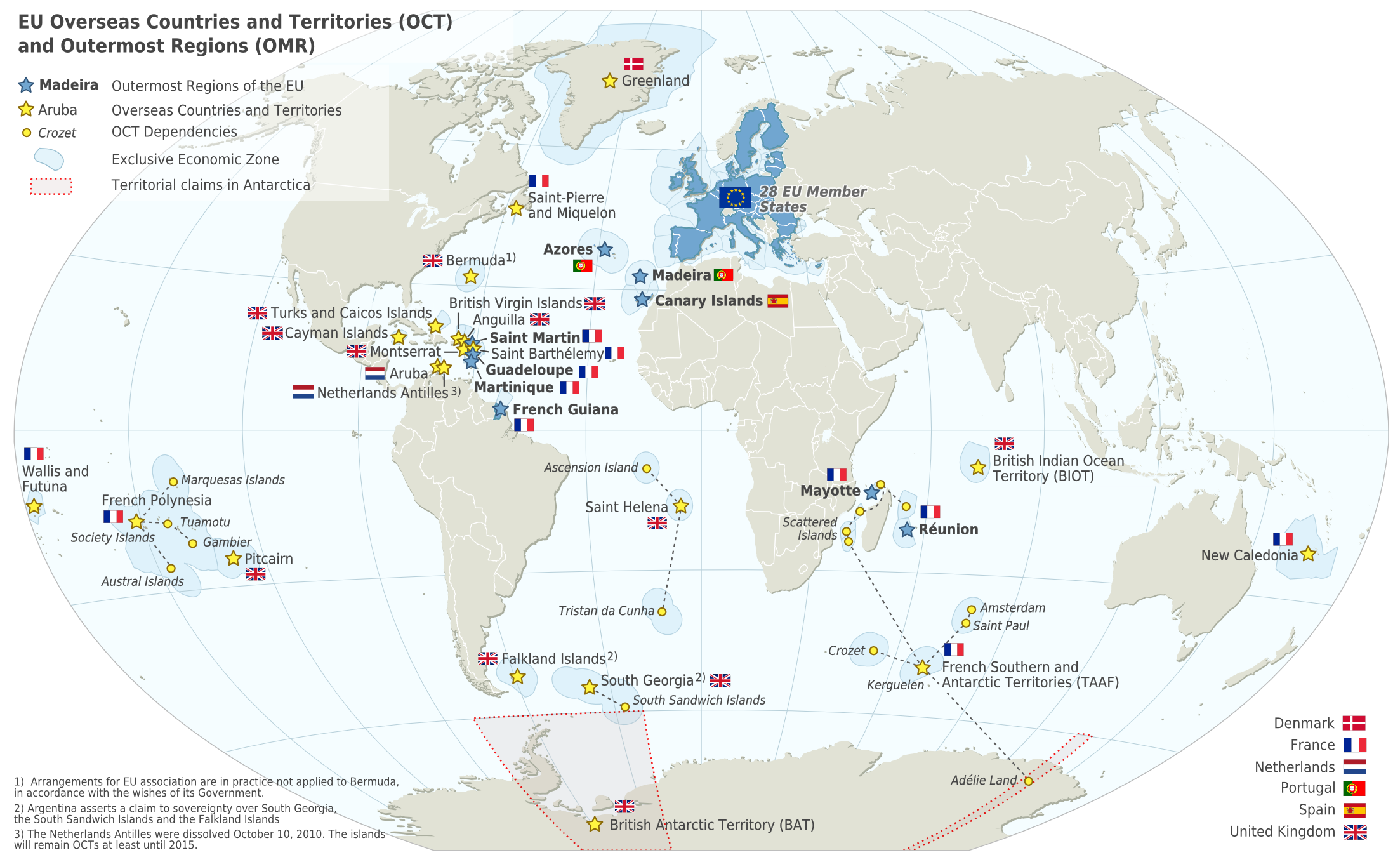
Mapa-múndi com destaque para a União Europeia com suas regiões ultraperiféricas e territórios ultramarinos.

Vários Estados-membros da União Europeia têm territórios especiais que, por razões históricas, geográficas ou políticas, gozam de estatuto especial dentro ou fora da comunidade europeia. Esses estatuto variam de nenhuma até a inclusão limitada nas políticas da UE. A maior parte dos territórios que estão fora da UE, no entanto, têm uma relação especial com o bloco.

## Regiões ultraperiféricas
As regiões ultraperiféricas (RUP) são áreas geográficas que fazem parte de um Estado-membro da União Europeia, estão situadas fora da Europa e são totalmente parte da comunidade europeia. De acordo com o Tratado sobre o Funcionamento da União Europeia, o direito primário e secundário União Europeia aplicam-se automaticamente a estes territórios, com eventuais derrogações que levam em conta a sua "situação social e económica estrutural ... que é agravada pelo grande afastamento, a insularidade, a pequena superfície, relevo e clima difíceis, dependência económica em relação a alguns produtos, sendo que persistência e a conjugação destes problemas prejudicam gravemente o seu desenvolvimento ... ". Havia sete regiões ultraperiféricas no momento de assinatura do Tratado de Maastricht, em 1992. O Tratado de Lisboa incluiu dois territórios adicionais (São Bartolomeu e Saint-Martin) em 2007, sendo que ambos se separaram de uma das regiões ultraperiféricas originais (Guadalupe). Em abril de 2014, um total de nove territórios (seis franceses, dois portugueses e um espanhol) estavam registrados como RUPs.

## Países e territórios ultramarinos
Os países e territórios ultramarinos (PTU) são territórios dependentes que têm uma relação especial com um dos Estados-membros da UE e que tenham sido explicitamente convidados pelo tratado da UE para se juntar à Associação UE-PTU. Eles foram listadas no Anexo II, artigo 198 do Tratado sobre o Funcionamento da União Europeia, que além de convidá-los para participar da associação, também forneceu-lhes a oportunidade de optar em disposições da UE em temas como a liberdade de circulação dos trabalhadores e a liberdade de estabelecimento. Eles não estão sujeitos às tarifas aduaneiras externas comuns da UE e ao acervo comunitário não se aplica a eles, embora aqueles que se integram à associação sejam obrigados respeito das regras e procedimentos detalhados descritos pelo acordo. Os membros OCTA têm direito a pedir apoio financeiro da comunidade europeia. Em julho de 2014, existiam 25 PTUs (12 do Reino Unido, seis da França, seis dos Países Baixos e um da Dinamarca) dos quais 22 tinham se associado à UE.